# Alexandre-Edmond Becquerel
Alexandre-Edmond Becquerel (Pariz, 24. ožujka 1820. – Pariz, 11. svibnja 1891.), poznat i samo kao Edmond Becquerel, bio je francuski fizičar koji se bavio proučavanjem Sunčeve svjetlosti, magnetizma, elektriciteta i optike. Zaslužan je za otkriće fotonaponskog efekta iz 1839., na čemu se temelji princip rada solarnog članka. Poznat je i po svojim istraživanjima luminiscencije i fosforescencije. Otac mu je bio Antoine César Becquerel, otkrivač piezoelektričnog efekta, a sin mu je bio Henri Becquerel, jedan od otkrivača radioaktivnosti. 

## Biografija
Becquerel je rođen u Parizu, gdje je najprije bio učenik svoga oca, a kasnije i njegov asistent te profesor na Muséum national d'Histoire naturelle. Kada je imao 18 godina, primljen je u dvije visoke škole École Polytechnique i École Normale Supérieure, ali je obje ponude odbio kako bi pomagao ocu. Doktorirao je na Pariškom sveučilištu 1840., te je imenovan profesorom na Agronomskom institutu u Versaillesu 1849., a kasnije mu je dodijeljena Katedra za fiziku na Conservatoire des Arts et Métiers. Primljen je u Francusku akademiju znanosti 1863. Tijekom karijere je puno surađivao s ocem.

## Prvi fotonaponski uređaj
1839. je 19-godišnji Becquerel, eksperimentirajući u očevom laboratoriju, napravio prvu fotonaponski članak na svijetu. U pokusu je uronio dvije platinaste elektrode obložene srebrovim kloridom (AgCl) ili srebrovim bromidom (AgBr) i odvojene tankom membranom, koje su generirale napon i električnu struju dok su bile izvrgnute svjetlosti. Koristio je svjetlosti različitih valnih duljina, te je uočio da najviše struje generiraju plava i ultraljubičasta svjetlost. Taj efekt nazvao je fotonaponski efekt, koji se njemu u čast naziva i "Becquerelov efekt". On nastaje kada energija s fotona prijeđe na poluvodički materijal, npr. silikon ili platina, te elektron u poluvodičkom materijalu ima dovoljno energije da se oslobodi veze i postane slobodni elektron, a tok slobodnih elektrona čini električnu struju.

## Otkrića vezana uz fotografiju
Becquerel se bavio i istraživanjima vezanim uz fotografiju, te je 1840. otkrio da srebrovi halidi, inače neosjetljivi na crvenu i žutu svjetlost, postaju osjetljivi na taj dio spektra, proporcionalno tome koliko su izloženi plavoj, ljubičastoj i ultra-ljubičastoj svjetlosti, što je omogućilo da se dagerotipije i ostali fotografski materijali izrađuju pomoću snažne crvene ili žute svjetlosti, umjesto kemijskim tretiranjem. U praksi se ta tehnika rijetko koristila. 1848. je napravio fotografije spektra u boji, koristeći tehniku sličnu kasnije otkrivenoj Lippmannovoj metodi, ali je potrebna ekspozicija fotoaparata bila preduga i fotografije su mogle zadržati boju samo ako su bile u potpunoj tami. 

## Ostala istraživanja
Becquerel se posebno posvetio proučavanju svjetlosti, istražujući fotokemijske efekte i spektroskopski karakter Sunčevog zračenja i umjetnog svijetla, te fenomen fosforescencije na sulfidima i uranijevim spojevima. Kao rezulatat istraživanja fosforescencije, patentirao je fosforoskop. Becquerel je također istraživao dijamagnetična i paramgnetična svojstva tvari, te ga je posebno zanimao fenomen elektrokemijskog raspadanja. Uspio je čak skupiti dovoljno dokaza vezanih uz Faradayeve zakone elektrolize, da je predlagao određene modifikacije tih zakona koje bi obuhvatile neke uočene iznimke.

## Fosforoskop
1857. Becquerel je patentirao fosforoskop; uređaj kojim se mjerilo vrijeme između izloženosti određenog materijala svjetlosti i pojave fenomena fosforescencije ili fluorescencije, što je omogućilo Becquerelu da lakše utvrdi koji materijali pokazuju svojstva fosforescencije ili fluorescencije, jer je razlika u te dvije pojave u vremenu pojave fenomena nakon izloženosti svjetlosti (fluorescencija se u pravilu javlja vrlo brzo nakon izlaganja svjetlost svjetlosti, dok je fosforescenciji potrebno puno dulje vrijeme da bi se pojavila). Fosforoskop je pomogao Becquerelu da utvrdi pojavu fosforescencije kod materijala, za koje se dotada nije znalo da su podložni tom efektu. Fosforoskop se sastojao od zapečaćene kutije s dva rotirajuća diska na istoj osovini koja su imala niz rupa na jednakim razmacima, ali se rupe na jednom disku nisu podudarale s rupama na drugom, tako da svjetlost ni u jednom trenutku nije mogla proći kroz cijeli uređaj. Uzorak materijala, na kojem su se ispitivala svojstva, se stavio između dva diska, te bi se osvjetlio kroz rupu na jednom disku, a pojava fosforescencije bi se očitovala kroz rupu na drugom disku. Promjenom brzine vrtnje diska, mjerilo se vrijeme između izlaganja materijala svjetlosti i pojave fosforescencije. Koristeći fosforoskop, Becquerel je uspio dokazati da je fluorescencija, koju je otkrio G. G. Stokes 1852., zapravo ništa drugo nego vrlo kratkotrajna fosforescencija.

## Istraživanje dijamagnetizma
Od 1845. do 1855. Becquerel se najviše posvetio istraživanju dijamagnetizma. Kako bi objasnio odbijanje oderđenih tvari od polova magneta, koncipirao je "Arhimedov zakon" magnetskog djelovanja, koji je tako nazvao jer je podsjećao na hidrostatski Arhimedov zakon. Zakon je glasio: "Magnetski pol privlači tijelo podalje od sebe silom koja je jednaka razlici specifičnog magnetizma tog tijela i medija u kojem se nalazi." Kao što tijela gušća od vode tonu u njoj, a rjeđa plutaju, tako i tijela, koja imaju slabija magnetična svojstva od medija u kojem se nalaze, se odbijaju od magnetskog pola, a ona s jačim magnetičnim svojstvima od okoline, magnet privlači. Usprkos mnogim eksperimentima, Becquerel nije uspio dakazati tu svoju teoriju.

## Publikacije
1867. i 1868. Becquerel je objavio raspravu La lumière, ses causes et ses effets (Light, its Causes and Effects) u dva svezka. Njegovi radovi i komentari su se pojavljivali u francuskim znanstvenim časopisima, ponajviše u "Comptes Rendus", časopisu Francuske akademije znanosti, od 1839. do neposredno prije njegove smrti 1891.

## Nagrade i priznanja
1886. je primljen u Švedsku kraljevsku akademiju znanosti.
Svake godine dodjeljuje se "Becquerelova nagrada" za izvanredno postignuće u području fotonaponskih sustava na Europskoj konferenciji o solarnoj energiji (EU PVSEC). 

## Vanjske poveznice
- Radovi od ili o Alexandreu-Edmondu Becquerelu u Internet Arhivu
- Radovi Alexandrea-Edmonda Becquerela na Open library